# Forcipomyia perflavida
Forcipomyia perflavida är en tvåvingeart som beskrevs av Remm 1971. Forcipomyia perflavida ingår i släktet Forcipomyia och familjen svidknott. Inga underarter finns listade i Catalogue of Life.